# Digonocryptus grenadensis
Digonocryptus grenadensis là một loài tò vò trong họ Ichneumonidae.